# Boxtel vasútállomás
Boxtel vasútállomás vasútállomás Hollandiában, Boxtel községben, Boxtel településen.

## Vasútvonalak
Az állomást az alábbi vasútvonalak érintik:
- Utrecht–Boxtel-vasútvonal
- Breda–Eindhoven-vasútvonal

## Kapcsolódó állomások
A vasútállomáshoz az alábbi állomások vannak a legközelebb:
- Vught vasútállomás (Utrecht–Boxtel-vasútvonal)
- Oisterwijk vasútállomás (Breda–Eindhoven-vasútvonal)
- Best vasútállomás (Breda–Eindhoven-vasútvonal)